# Pierrabot
La Pierrabot ou Pierre-à-Bot est un bloc erratique situé dans l'arc jurassien en Suisse, dans le canton de Neuchâtel. Il est localisé en forêt sur le territoire de la commune de Neuchâtel, au nord-ouest de la ville, au lieu-dit Pierre-à-Bot-Dessus, à 708 m d'altitude.

## Caractéristiques
Le bloc erratique granitique de la Pierre-à-Bot est d'un volume de 1 352 m3 pour un poids total de 3 000 tonnes.

## Géologie
Le bloc erratique granitique de la Pierre-à-Bot provient du massif du Mont-Blanc, il a été transporté depuis le Valais par le glacier du Rhône lors de la dernière glaciation, la glaciation de Würm. Le glacier du Rhône s'étendait depuis la vallée du Rhône, il continuait vers l'arc jurassien où il se séparait en deux. Une partie allait dans la direction de Lyon sur l'actuel cours du Rhône. L'autre partie repartait vers l'est jusqu'à Soleure, c'est cette langue de glace qui a déposé ce bloc erratique à sa position actuelle. La Pierreabot est à ce titre représentatrice de l'extension glaciaire rhodanienne au pied du Jura. De nombreux autres blocs erratiques, cristallins ou non, se trouvent le long de la chaîne jurassienne, dans les cantons de Vaud et Neuchâtel. 

## Plaques
Sur le bloc se trouve une plaque commémorative posée en 1966 sur laquelle est écrit : « À la mémoire de Louis Agassiz, Arnold Guyot, Edouard Desor, Léon Dupasquier. Pionniers de la glaciologie et de la géologie du quaternaire. ».
Louis Agassiz utilisa ce bloc erratique pour défendre devant la Société helvétique des sciences naturelles la théorie glaciaire exposée dans son ouvrage de 1837, Discours sur les glaciers. À sa demande, le bloc fut classé en 1838 comme « Monument précieux d'histoire naturelle ».
Une autre plaque commémorative a été placée en 1993 pour le centième anniversaire de la société d'étudiants Amici Naturae, dont la première séance a eu lieu à Pierrabot.

## Étymologie
Son nom français vient du francoprovençal neuchâtelois Piérra a bot [ˌpjɛr(a) a ˈbɔ], « pierre aux crapauds » en référence à sa forme qui peut, par certains aspects, rappeler un crapaud. Il est d'ailleurs également nommé Pierre Crapaud.